# Tanatofobie
Tanatofobie (nebo také thanatofobie) je chorobný strach ze smrti. Toto označení pochází z řeckých slov Thanatos (v řecké mytologii je Thanatos bůh smrti a sama smrt) a phobos (strach). Tanatofobie se nemusí omezovat pouze na strach z vlastní smrti nebo umírání.
Často je zaměňována s nekrofobií, přestože mezi těmito nemocemi existují rozdíly.
Opačnou patologií je thanatofilie, která si naopak libuje v morbidních tématech.